# バンカー・サプライ
バンカー・サプライは、広島県広島市南区に本社を置く海運会社。石油製品の販売と旅客船・遊覧船の運航を主な事業とする。

## 概要
2001年6月18日に設立され、当初は社名の通り船舶給油事業を行っていた。その後、2002年6月6日　「なぎさ」を購入して不定期船航路事業に参入、2004年5月21日に一般旅客定期航路事業の許可を得て、宇品港と似島を結ぶ似島学園航路の運航を開始した。2010年11月1日には呉中央桟橋と江田島の秋月桟橋を結ぶ航路を大昭汽船から譲渡を受けて運航を開始した。
呉湾観光遊覧船は2010年7月20日から11月30日まで運航した後、2011年4月29日から運航を再開、2016年8月には新造船「くれない5」が就航している。

## 航路
- 広島市営桟橋 - 似島学園桟橋（似島） 高速船
- 呉中央桟橋 - 秋月港（広島県江田島市） 高速船
- 呉艦船めぐり

## 船舶
- なぎさ

1994年竣工、18総トン、航海速力14.0ノット、旅客定員60名
- KOGANE II

1988年竣工、ニュージャパンマリン建造。19総トン、旅客定員55名
- くれない2

1988年竣工、藤井造船建造。19総トン、旅客定員80名
- くれない3
- くれない5

2016年竣工、大本造船建造。
全長18.5m、全幅5.04m、ヤンマー6CZAS-WGT、機関出力630PS、航海速力18.5ノット、旅客定員80名